# Cristo en el monte de los Olivos (Bellini)
Cristo en el monte de los Olivos es un cuadro realizado al temple sobre tabla por el pintor renacentista italiano Giovanni Bellini. Mide 81 cm de alto y 127 cm de ancho. Está datado en 1459. Se conserva en la National Gallery de Londres.
El cuadro representa a Jesucristo arrodillado en oración sobre una roca en el monte de los Olivos, cerca de sus discípulos (Simón Pedro, y los hermanos Santiago y Juan), que duermen.

Esta obra deriva de otra de Andrea Mantegna sobre el mismo tema, que se conserva en el Museo de Tours y que es de 1457. A la influencia de este autor se debe, igualmente, la estructura geológica del paisaje.
Aquí el paisaje se humaniza y suaviza gracias a la luz de la aurora, que le da un mayor calor e intensifica los profundos verdes.